# Rheum inopinatum
Rheum inopinatum là một loài thực vật có hoa trong họ Rau răm. Loài này được Prain miêu tả khoa học đầu tiên năm 1908.